# Andrew Haigh
Andrew Michael Haigh (Harrogate, 7 marzo 1973) è un regista, sceneggiatore e produttore cinematografico britannico.

## Biografia
Ha esordito come sceneggiatore e alla regia nel 2003 con il cortometraggio Oil. Successivamente ha diretto altri tre cortometraggi, due nel 2005, Cahuenga Blvd e Markings (quest'ultimo con gli attori Katelin Chesna e Brad William Henke), e uno nel 2009, Five Miles Out con Thomas Malone e Dakota Blue Richards.
Andrew Haigh è apertamente gay e durante la sua carriera si è occupato principalmente di tematiche legate all'omosessualità. Nel 2009 ha diretto Greek Pete, il suo primo lungometraggio, presentato al London Lesbian & Gay Film Festival. Il film, ambientato a Londra e contenente esplicite scene porno, è incentrato sul tema della prostituzione omosessuale maschile. Per questa pellicola ha vinto l'Artistic Archievement all'Outfest e il premio della giuria all'Atlanta Film Festival.
Due anni più tardi ha diretto Weekend, un film sentimentale riguardante l'attrazione amorosa tra due ragazzi conosciutisi in un locale serale gay, per il quale nel 2011 ha ottenuto il Premio Volunteer al Frameline di San Francisco, il premio della Giuria all'Outfest e il premio del pubblico all'SXSW.
Nel 2021 scrive e dirige la miniserie The North Water, tratta dal romanzo Le acque del nord (2016) di Ian McGuire, pubblicato in Italia da Einaudi nel 2018. La miniserie ha come protagonisti Jack O'Connell e Colin Farrell.

## Filmografia

### Regista e sceneggiatore

#### Cinema
- Oil (2003) - Cortometraggio
- Markings (2005) - Cortometraggio
- Cahuenga Blvd (2005) - Cortometraggio
- Five Miles Out (2009) - Cortometraggio
- Greek Pete (2009)
- Weekend (2011)
- 45 anni (45 Years) (2015)
- Charley Thompson (Lean on Pete) (2017)
- Estranei (All of Us Strangers) (2023)

#### Televisione
- Looking – serie TV, 10 episodi (2014-2015)
- Looking - Il film (Looking: The Movie) – film TV (2016)
- The OA – serie TV, 2 episodi (2019)
- The North Water – miniserie TV, 5 episodi (2021)

### Produttore
- Fragments (2004)
- Greek Pete (2009)
- Looking – serie TV (2014-2015)

## Riconoscimenti
- Premio BAFTA
  - 2016 - Candidatura al miglior film britannico per 45 anni
  - 2024 - Candidatura al miglior film britannico per Estranei
  - 2024 - Candidatura per il miglior regista per Estranei
  - 2024 - Candidatura per la migliore sceneggiatura non originale per Estranei
- British Independent Film Awards
  - 2015 - Candidatura al miglior film indipendente per 45 anni
  - 2015 - Candidatura al miglior regista per 45 anni
  - 2015 - Candidatura alla miglior sceneggiatura per 45 anni
  - 2023 - Miglior film indipendente per Estranei
  - 2023 - Miglior regista per Estranei
  - 2023 - Miglior sceneggiatura per Estranei
- Gotham Independent Film Awards
  - 2023 - Candidatura alla miglior sceneggiatura per Estranei